# Само (Калабрія)
Само (італ. Samo) — муніципалітет в Італії, у регіоні Калабрія,  метрополійне місто Реджо-Калабрія‎.
Само розташоване на відстані близько 530 км на південний схід від Рима, 105 км на південний захід від Катандзаро, 36 км на схід від Реджо-Калабрії.
Населення — 818 осіб (2014).
Щорічний фестиваль відбувається 29 серпня. Покровитель — святий Іван Хреститель.

## Демографія
Населення за роками:

Станом на 1 січня 2023 року в муніципалітеті офіційно проживали 24 іноземці з 11 країн, серед них 6 громадян країн Євросоюзу та 5 громадян України.

## Сусідні муніципалітети
- Африко
- Б'янко
- Козолето
- Ферруццано